# Nelson Kuhn
Nelson Kuhn, född 7 juli 1937 i Whitemouth, är en kanadensisk före detta roddare.
Kuhn blev olympisk silvermedaljör i åtta med styrman vid sommarspelen 1960 i Rom.